# Edmond Decottignies
Edmond Decottignies, född 3 december 1893 i Comines, död 3 juni 1963 i Comines, var en fransk tyngdlyftare.
Decottignies blev olympisk guldmedaljör i 67,5-kilosklassen i tyngdlyftning vid sommarspelen 1924 i Paris.